# Res Roma 2016-2017
Questa voce raccoglie le informazioni riguardanti la S.S.D. Res Roma nelle competizioni ufficiali della stagione 2016-2017.

## Stagione
Le giallorosse hanno sostenuto il ritiro precampionato in due fasi: la prima a Roma, dove hanno svolto alcune amichevoli, la seconda a Cascia, in provincia di Perugia.
A partire dall'ottava giornata di campionato, in programma per il 3 dicembre 2016, la Res Roma ha cambiato il proprio campo da gioco dal Centro sportivo "Raimondo Vianello" al Centro sportivo "Maurizio Basili".
Nella stagione 2016-2017 la Res Roma ha disputato il campionato di Serie A, massima serie del campionato italiano femminile di calcio, concludendo al quinto posto con 35 punti conquistati in 22 giornate, frutto di 10 vittorie, 5 pareggi e 7 sconfitte. Nella Coppa Italia è sceso in campo sin dal primo turno: dopo aver sconfitto la Lazio Women e il Napoli Dream Team, è stato eliminato al terzo turno dal Pink Sport Time dopo i tiri di rigore.

## Divise e sponsor
I Main Sponsor della Res Roma sono Più Vista, Polimar e Key Partner, mentre lo sponsor tecnico è Evol.
| Casa | Trasferta |

## Organigramma societario
Organigramma societario tratto dal sito ufficiale.
Area direttiva
- Presidente: Nicola Franco
- Vicepresidente: Carlo Biasotto
- Dirigente accompagnatore: Alessandro Paraskevas
- Responsabile della comunicazione: Artemio Scardicchio
- Responsabile marketing: Nicola Caprera

Area tecnica
- Allenatore: Fabio Melillo
- Allenatore in seconda e preparatore atletico: Claudia Ceccarelli
- Collaboratore tecnico: Ilaria Inchingolo
- Preparatore dei portieri: Mauro Patrizi

Area sanitaria
- Medico sociale: Dott. Carlo Biasotto
- Fisioterapista: Federica Savini

## Rosa
Rosa e numeri come da sito societario.
| N. |                   | Ruolo | Calciatrice          |
| -- | ----------------- | ----- | -------------------- |
| 1  | Italia (bandiera) | P     | Giulia Franco        |
| 2  | Italia (bandiera) | D     | Giulia Colini        |
| 4  | Italia (bandiera) | D     | Federica Savini      |
| 6  | Italia (bandiera) | A     | Miriam Picchi        |
| 7  | Italia (bandiera) | C     | Eva Biasotto         |
| 8  | Italia (bandiera) | C     | Manuela Coluccini    |
| 9  | Italia (bandiera) | A     | Claudia Palombi      |
| 10 | Italia (bandiera) | A     | Vanessa Nagni (cap.) |
| 11 | Italia (bandiera) | D     | Luana Fracassi       |
| 13 | Italia (bandiera) | D     | Veronica Cela        |
| 16 | Italia (bandiera) | C     | Arianna Caruso       |
| 17 | Italia (bandiera) | A     | Camilla Labate       |
| 18 | Italia (bandiera) | C     | Claudia Ciccotti     |

| N. |                   | Ruolo | Calciatrice            |
| -- | ----------------- | ----- | ---------------------- |
| 19 | Italia (bandiera) | C     | Giada Greggi           |
| 21 | Italia (bandiera) | P     | Rosalia Pipitone       |
| 23 | Italia (bandiera) | D     | Raffaella Giuliano     |
| 29 | Italia (bandiera) | C     | Virginia Di Giammarino |
| 69 | Italia (bandiera) | C     | Veronica Spagnoli      |
| 93 | Italia (bandiera) | A     | Melania Martinovic     |
| 96 | Italia (bandiera) | C     | Valentina Simeone      |
| 97 | Italia (bandiera) | C     | Flaminia Simonetti     |
| 99 | Italia (bandiera) | P     | Alessia Parnoffi       |
|    | Italia (bandiera) | D     | Cristiana Mosca        |
|    | Italia (bandiera) | D     | Clarissa Romanzi       |
|    | Italia (bandiera) | D     | Giulia Liberati        |
|    | Italia (bandiera) | A     | Claudia Natali         |

## Calciomercato

### Sessione estiva(dal 1º luglio al 31 agosto)
| Acquisti | Acquisti           | Acquisti | Acquisti   |
| R.       | Nome               | da       | Modalità   |
| -------- | ------------------ | -------- | ---------- |
| P        | Alessia Parnoffi   | Napoli   | definitivo |
| C        | Raffaella Giuliano | Napoli   | definitivo |
| A        | Melania Martinovic | Chieti   | definitivo |

| Cessioni | Cessioni | Cessioni | Cessioni |
| R.       | Nome     | a        | Modalità |
| -------- | -------- | -------- | -------- |

### Sessione invernale
| Acquisti | Acquisti         | Acquisti            | Acquisti   |
| R.       | Nome             | da                  | Modalità   |
| -------- | ---------------- | ------------------- | ---------- |
| D        | Cristiana Mosca  | Grifone Gialloverde | definitivo |
| D        | Clarissa Romanzi | Grifone Gialloverde | definitivo |

| Cessioni | Cessioni | Cessioni | Cessioni |
| R.       | Nome     | a        | Modalità |
| -------- | -------- | -------- | -------- |

## Risultati

### Serie A

#### Girone di andata
| Arbitro: | Raimondo Borriello (Arezzo) |

|                                |           |  |
| Caruso 17’, 87’ Martinovic 21’ | Marcatori |  |

| Arbitro: | Alessandro Calefatti (Saronno) |

|              |           |                             |
| Vivirito 33’ | Marcatori | 3’ Martinovic 89’ Coluccini |

| Arbitro: | Pierpaolo Salvati (Sulmona) |

|  |           |             |
|  | Marcatori | 54’ Fuselli |

| Arbitro: | Silvia Gasperotti (Rovereto) |

|                                         |           |                                          |
| Longato 9’ (rig.) Colasuonno 59’ (rig.) | Marcatori | 4’ Caruso 22’ Coluccini 32’ (rig.) Nagni |

| Arbitro: | Valerio Crezzini (Siena) |

|                      |           |                            |
| Simonetti 15’ (rig.) | Marcatori | 90’ (rig.) Giu. Di Camillo |

| Arbitro: | Giacomo Casalini (Pontedera) |

|  |           |              |
|  | Marcatori | 6’ Simonetti |

| Arbitro: | Deborah Bianchi (Prato) |

|                  |           |                                               |
| Polli 35’ (rig.) | Marcatori | 20’ Coluccini 30’, 47’ Martinovic 83’ Palombi |

| Arbitro: | Andrea Masciale (Molfetta) |

|                               |           |                                       |
| Martinovic 49’, 54’ Nagni 65’ | Marcatori | 7’ Zuliani 70’ Filippozzi 85’ Tuttino |

| Arbitro: | Alessandro Costa (Novara) |

|  |           |                                                     |
|  | Marcatori | 61’ Martinovic 72’ (rig.) Palombi 90’ Di Giammarino |

| Arbitro: | Valerio Pezzopane (L'Aquila) |

|                               |           |                        |
| Caruso 3’ Martinovic 12’, 83’ | Marcatori | 8’ Ambrosi 78’ Nichele |

| Arbitro: | Marco Paletta (Lodi) |

|                                 |           |  |
| Bonetti 6’ Linari 16’ Adami 76’ | Marcatori |  |

#### Girone di ritorno
| Arbitro: | Matteo Pierobon (Castelfranco Veneto) |

|                                  |           |  |
| Ciccotti 27’ (aut.) Giacinti 30’ | Marcatori |  |

| Arbitro: | Giuseppe Romaniello (Napoli) |

|                                                   |           |                               |
| Caruso 19’ Simonetti 52’ Coluccini 63’ Greggi 86’ | Marcatori | 40’ Mazzucchetti 85’ Vivirito |

| Arbitro: | Deborah Bianchi (Prato) |

|                               |           |  |
| Girelli 34’, 83’ Sabatino 85’ | Marcatori |  |

| Roma 18 febbraio 2017, ore 14:30 CET 15ª giornata | Res Roma                        | 0 – 0 referto | San Zaccaria | Centro Sp. "Maurizio Basili"\| Arbitro: \| Gianluca Grasso (Ariano Irpino) \| |
| Arbitro:                                          | Gianluca Grasso (Ariano Irpino) |               |              |                                                                               |

| Arbitro: | Daljit Singh (Macerata) |

|                |           |                       |
| Innerhuber 45’ | Marcatori | 54’, 85’ (rig.) Nagni |

| Arbitro: | Marco Russo (Torre Annunziata) |

|                |           |              |
| Martinovic 56’ | Marcatori | 90’ Iannella |

| Arbitro: | Cristian Robilotta (Sala Consilina) |

|                                   |           |  |
| Martinovic 3’ Caruso 5’ Nagni 24’ | Marcatori |  |

| Arbitro: | Andrè Scialla (Vicenza) |

|                                  |           |  |
| Clelland 11’, 25’, 29’ Sardu 56’ | Marcatori |  |

| Roma 29 aprile 2017, ore 15:00 CEST 20ª giornata | Res Roma                   | 0 – 0 referto | Como 2000 | Centro Sp. "Maurizio Basili"\| Arbitro: \| Vincenzo Andreano (Foggia) \| |
| Arbitro:                                         | Vincenzo Andreano (Foggia) |               |           |                                                                          |

| Arbitro: | Stefano Peletti (Crema) |

|                    |           |                |
| Giugliano 43’, 59’ | Marcatori | 83’ Martinovic |

| Arbitro: | Daniele Labianca (Foggia) |

|  |           |               |
|  | Marcatori | 90+2’ Bonetti |

### Coppa Italia

#### Primo turno
Accoppiamento A24
| Arbitro: | Enrico Guerra (Gubbio) |

|                                                                           |           |  |
| Caruso 17’, 55’ Palombi 35’ Coluccini 67’, 76’ Martinovic 69’, 89’, 90+1’ | Marcatori |  |

| Arbitro: | Domenico Castellone (Napoli) |

|  |           |                                           |
|  | Marcatori | 55’ Biasotto 68’ Simonetti 89’ Martinovic |

#### Secondo turno
| Arbitro: | Stefania Menicucci (Lanciano) |

|                                                  |           |  |
| Nagni 13’ Picchi 34’ Labate 53’, 75’ Palombi 85’ | Marcatori |  |

#### Terzo turno
| Arbitro: | Stefania Signorelli (Paola) |

|                                          |                      |                                         |
| Ceci Bassano Rogazione Parascandolo Piro | Tiri di rigore 5 – 3 | Di Giammarino Ciccotti Simonetti Labate |

## Statistiche

### Statistiche di squadra
| Competizione | Punti | In casa | In casa | In casa | In casa | In casa | In casa | In trasferta | In trasferta | In trasferta | In trasferta | In trasferta | In trasferta | Totale | Totale | Totale | Totale | Totale | Totale | DR  |
| Competizione | Punti | G       | V       | N       | P       | Gf      | Gs      | G            | V            | N            | P            | Gf           | Gs           | G      | V      | N      | P      | Gf     | Gs     | DR  |
| ------------ | ----- | ------- | ------- | ------- | ------- | ------- | ------- | ------------ | ------------ | ------------ | ------------ | ------------ | ------------ | ------ | ------ | ------ | ------ | ------ | ------ | --- |
| Serie A      | 35    | 11      | 4       | 5       | 2       | 18      | 11      | 11           | 6            | 0            | 5            | 16           | 19           | 22     | 10     | 5      | 7      | 34     | 30     | +4  |
| Coppa Italia | -     | 2       | 2       | 0       | 0       | 13      | 0       | 2            | 1            | 1            | 0            | 3            | 0            | 4      | 3      | 1      | 0      | 16     | 0      | +16 |
| Totale       | -     | 13      | 6       | 5       | 2       | 31      | 11      | 13           | 7            | 1            | 5            | 19           | 19           | 26     | 13     | 6      | 7      | 50     | 30     | +20 |

### Andamento in campionato
| Giornata  | 1 | 2 | 3 | 4 | 5 | 6 | 7 | 8 | 9 | 10 | 11 | 12 | 13 | 14 | 15 | 16 | 17 | 18 | 19 | 20 | 21 | 22 |
| --------- | - | - | - | - | - | - | - | - | - | -- | -- | -- | -- | -- | -- | -- | -- | -- | -- | -- | -- | -- |
| Luogo     | C | T | C | T | C | T | T | C | T | C  | T  | T  | C  | T  | C  | T  | C  | C  | T  | C  | T  | C  |
| Risultato | V | V | P | V | N | V | V | N | V | V  | P  | P  | V  | P  | N  | V  | N  | V  | P  | N  | P  | P  |
| Posizione | 1 | 1 | 3 | 3 | 5 | 4 | 3 | 4 | 3 | 4  | 4  | 5  | 4  | 5  | 5  | 4  | 5  | 5  | 5  | 5  | 5  | 5  |

Legenda:

Luogo: C = Casa; T = Trasferta. Risultato: V = Vittoria; N = Pareggio; P = Sconfitta.

### Statistiche delle giocatrici
| Giocatore        | Serie A  | Serie A | Serie A     | Serie A    | Coppa Italia | Coppa Italia | Coppa Italia | Coppa Italia | Totale   | Totale | Totale      | Totale     |
| Giocatore        | Presenze | Reti    | Ammonizioni | Espulsioni | Presenze     | Reti         | Ammonizioni  | Espulsioni   | Presenze | Reti   | Ammonizioni | Espulsioni |
| ---------------- | -------- | ------- | ----------- | ---------- | ------------ | ------------ | ------------ | ------------ | -------- | ------ | ----------- | ---------- |
| E. Biasotto      | 1        | 0       | 0           | 0          | 2            | 1            | 0            | 0            | 3        | 1      | 0           | 0          |
| A. Caruso        | 18       | 6       | 3           | 0          | 1            | 2            | 0            | 0            | 19       | 8      | 3           | 0          |
| V. Cela          | -        | -       | -           | -          | -            | -            | -            | -            | -        | -      | -           | -          |
| C. Ciccotti      | 16       | 0       | 0           | 0          | 3            | 0            | 0            | 0            | 19       | 0      | 0           | 0          |
| G. Colini        | 19       | 0       | 1           | 0          | 3            | 0            | 0            | 0            | 22       | 0      | 1           | 0          |
| M. Coluccini     | 16       | 4       | 8           | 1          | 3            | 2            | 1            | 0            | 19       | 6      | 9           | 1          |
| V. Di Giammarino | 6        | 1       | 0           | 0          | 4            | 0            | 0            | 0            | 10       | 1      | 0           | 0          |
| L. Fracassi      | 22       | 0       | 1           | 0          | 2            | 0            | 0            | 0            | 24       | 0      | 1           | 0          |
| R. Giuliano      | 20       | 0       | 1           | 0          | 2            | 0            | 0            | 0            | 22       | 0      | 1           | 0          |
| G. Greggi        | 19       | 1       | 0           | 0          | 1            | 0            | 0            | 0            | 20       | 1      | 0           | 0          |
| C. Labate        | 9        | 0       | 1           | 0          | 3            | 2            | 1            | 0            | 12       | 2      | 2           | 0          |
| G. Liberati      | -        | -       | -           | -          | 1            | 0            | 0            | 0            | 1        | 0      | 0           | 0          |
| M. Martinovic    | 19       | 12      | 3           | 0          | 3            | 4            | 0            | 0            | 22       | 16     | 3           | 0          |
| C. Mosca         | 8        | 0       | 0           | 0          | 2            | 0            | 1            | 0            | 10       | 0      | 1           | 0          |
| V. Nagni         | 17       | 5       | 2           | 1          | 4            | 1            | 0            | 0            | 21       | 6      | 2           | 1          |
| C. Natali        | 1        | 0       | 0           | 0          | 1            | 0            | 0            | 0            | 2        | 0      | 0           | 0          |
| C. Palombi       | 17       | 2       | 3           | 0          | 3            | 2            | 0            | 0            | 20       | 4      | 3           | 0          |
| A. Parnoffi      | 0        | 0       | 0           | 0          | 2            | 0            | 0            | 0            | 2        | 0      | 0           | 0          |
| M. Picchi        | 21       | 0       | 1           | 0          | 3            | 1            | 0            | 0            | 24       | 1      | 1           | 0          |
| R. Pipitone      | 22       | -30     | 0           | 0          | 2            | 0            | 0            | 0            | 24       | -30    | 0           | 0          |
| C. Romanzi       | 2        | 0       | 0           | 0          | -            | -            | -            | -            | 2        | 0      | 0           | 0          |
| F. Savini        | 1        | 0       | 0           | 0          | 1            | 0            | 0            | 0            | 2        | 0      | 0           | 0          |
| V. Simeone       | 5        | 0       | 0           | 0          | 3            | 0            | 0            | 0            | 8        | 0      | 0           | 0          |
| F. Simonetti     | 22       | 3       | 4           | 0          | 3            | 1            | 0            | 0            | 25       | 4      | 4           | 0          |
| V. Spagnoli      | 13       | 0       | 0           | 0          | 3            | 0            | 1            | 0            | 16       | 0      | 1           | 0          |

## Giovanili
Dal sito ufficiale della squadra.
Primavera/Giovanissime
- Allenatore: Roberto Piras
- Collaboratore tecnico: Stefano Fiorucci